# Debreceni EAC (jégkorong)
A Debreceni EAC egy magyar jégkorongcsapat Debrecenben. A klub az Erste Ligában játszik.

## Története
A DEAC színeiben indít felnőtt férfi jégkorongcsapatot a város, amely a 2018-2019-es szezontól az Erste Ligában versenyez.
2021-ben elhódították a Magyar Kupát, az elődöntőben a Ferencvárost (2–1), a döntőben a Fehérvárt (5–4) győzték le. 2022-ben ismét kupagyőztesek lettek. 2021-ben és 2022-ben az Erste Liga elődöntőjéig jutottak, ezzel a magyar bajnokságban második helyen végeztek.

## Vezetőedzők
- David Musial (2018–2021)[4]
- György József (2021–2023)[5]
- Vaszjunyin Artyom (2023–)[6]

## Szezonok
| Alapszakasz | Alapszakasz | Alapszakasz | Alapszakasz | Alapszakasz | Alapszakasz | Alapszakasz | Alapszakasz | Alapszakasz | Rájátszás                             | Rájátszás | Rájátszás |
| Szezon      | LM          | GY          | GY.H.       | V. H.       | V           | G           | P           | Helyezés    | Negyeddöntő                           | Elődöntő  | Döntő     |
| ----------- | ----------- | ----------- | ----------- | ----------- | ----------- | ----------- | ----------- | ----------- | ------------------------------------- | --------- | --------- |
| 2022–23     | 36          | 16          | 1           | 3           | 16          | 121:126     | 53          | 7.          | -                                     | -         | -         |
| 2023–24     | 44          | 15          | 4           | 3           | 22          | 136:147     | 56          | 8.          | Vereség a Ferencvárosi TC ellen (1-4) | -         | -         |
| 2024–25     | 36          | 19          | 4           | 1           | 12          | 144:117     | 66          | 3.          | Vereség a SC Csíkszereda ellen (1-4)  | -         | -         |